# Vilmoș Gheorghe
Vilmoș Gheorghe (ur. 3 lutego 1941 w Valea Strâmbă, zm. 2002) – rumuński biathlonista. W 1965 roku wystąpił na mistrzostwach świata w Elverum, gdzie zajął ósme miejsce w biegu indywidualnym i siódme w drużynie. Był też między innymi czwarty w sztafecie podczas mistrzostw świata w Altenbergu w 1967 roku oraz jedenasty w biegu indywidualnym na mistrzostwach świata w Zakopanem dwa lata później. W 1964 roku wystartował na igrzyskach olimpijskich w Innsbrucku, gdzie był piąty w biegu indywidualnym. Na rozgrywanych cztery lata później igrzyskach w Grenoble zajął 22. miejsce w biegu indywidualnym i siódme w sztafecie. Brał również udział w igrzyskach olimpijskich w Sapporo w 1972 roku, plasując się na 32. pozycji w biegu indywidualnym i 9. pozycji w sztafecie. Nigdy nie wystąpił w zawodach Pucharu Świata.

## Osiągnięcia

### Igrzyska olimpijskie
| Rok  | Miejscowość | Konkurencje | Konkurencje | Konkurencje | Konkurencje | Konkurencje | Konkurencje | Konkurencje |
| Rok  | Miejscowość | IN          | SP          | PU          | MS          | RL          | MR          | SR          |
| ---- | ----------- | ----------- | ----------- | ----------- | ----------- | ----------- | ----------- | ----------- |
| 1964 | Innsbruck   | 5.          | nd.         | nd.         | nd.         | –           | nd.         | –           |
| 1968 | Grenoble    | 22.         | nd.         | nd.         | nd.         | 7.          | nd.         | –           |
| 1972 | Sapporo     | 32.         | nd.         | nd.         | nd.         | 9.          | nd.         | –           |

### Mistrzostwa świata
| Rok  | Miejscowość            | Konkurencje | Konkurencje | Konkurencje | Konkurencje | Konkurencje | Konkurencje | Konkurencje |
| Rok  | Miejscowość            | IN          | SP          | PU          | MS          | RL          | MR          | SR          |
| ---- | ---------------------- | ----------- | ----------- | ----------- | ----------- | ----------- | ----------- | ----------- |
| 1965 | Elverum                | 8.          | nd.         | nd.         | nd.         | 7.          | nd.         | –           |
| 1966 | Garmisch-Partenkirchen | 15.         | nd.         | nd.         | nd.         | 6.          | nd.         | –           |
| 1967 | Altenberg              | 28.         | nd.         | nd.         | nd.         | 4.          | nd.         | –           |
| 1969 | Zakopane               | 11.         | nd.         | nd.         | nd.         | 9.          | nd.         | –           |
| 1970 | Östersund              | 47.         | nd.         | nd.         | nd.         | 8.          | nd.         | –           |
| 1971 | Hämeenlinna            | 7.          | nd.         | nd.         | nd.         | 7.          | nd.         | –           |